# Battos III.
Battos III. (altgriechisch Βάττος ὁ Χωλός Báttos ho Chōlós) war von etwa 555/50–535/30 v. Chr. als Nachfolger seines Vaters Arkesilaos II. König von Kyrene. Seine Frau war die Königin Pheretime.
Battos, der den Beinamen „der Lahme“ trug, konnte sich nur mit Hilfe seiner Mutter Eryxo und seines Onkels Learchos gegen eine wohl aristokratische Opposition halten. Der infolge dieser Wirren von Delphi als Schiedsrichter geschickte Demonax aus Mantineia führte um 550 eine Gliederung in drei Phylen nach Herkunft der Siedler (Theräer und Periöken, Peloponnesier und Kreter, Nesioten) durch und beschränkte die Macht des Herrschers, was zu neuen Wirren unter dessen Nachfolger Arkesilaos III. führte.